# روهریگ
روهریگ (به آلمانی: Röhrig) یک شهر در آلمان است که در آیشسفلد واقع شده‌است. روهریگ ۲۶۲ نفر جمعیت دارد.